# Victor Hasson
 (septembre 2013).
Si vous disposez d'ouvrages ou d'articles de référence ou si vous connaissez des sites web de qualité traitant du thème abordé ici, merci de compléter l'article en donnant les références utiles à sa vérifiabilité et en les liant à la section « Notes et références ».
Pour les articles homonymes, voir Hasson.
Victor Hasson (1957 – 10 janvier 2005) est un homme d'affaires belge actif essentiellement dans les domaines de l'hôtellerie et de l'aviation.

## Carrière
Né au Burundi en 1957, Victor Hasson, surnommé « Vico », obtient un diplôme de docteur en médecine à l'Université libre de Bruxelles, mais rejoint rapidement l'entreprise familiale City Hotels créée en 1975. En 1979 il prend la tête du groupe en compagnie de son père et de son frère Albert,. L'entreprise sera mise en bourse en 1991 et plus tard revendue au Groupe KBC. 
En 1991, Victor Hasson lance la compagnie aérienne EBA sur les cendres de la faillite de Trans European Airways (TEA). EBA sera revendue au Virgin Group dirigé par Richard Branson, qui la rebaptise Virgin Express.
En 1996, il fonde avec Georges Gutelman la compagnie à bas coûts CityBird, active sur le long-courrier. Cette activité s'étend sur le moyen-courrier en 1999. CityBird fait faillite en 2001. Hasson lance alors la même année la compagnie Birdy Airlines qui sous-traite pour le compte de SN Brussels Airlines des vols vers l'Afrique. Après avoir vainement tenté de reprendre la Sobelair en faillite pour l'accoler à Birdy, il revend la compagnie à SN Brussels Airlines en 2004.
Il décède en 2005 des suites d'un cancer de l’œsophage.